# الضاهية (مذيخرة)

تعديل مصدري - تعديل

الضاهية هي إحدى قرى عزلة الجوالح بمديرية مذيخرة التابعة لمحافظة إب، بلغ تعداد سكانها 717 نسمة حسب تعداد اليمن لعام 2004.